# Caciomorpha robusta
Caciomorpha robusta är en skalbaggsart som beskrevs av Maria Helena M. Galileo och Martins 1998. Caciomorpha robusta ingår i släktet Caciomorpha och familjen långhorningar. Inga underarter finns listade.